# Masked and Anonymous
Pour plus de détails, voir Fiche technique et Distribution.
Masked and Anonymous est un film réalisé en 2003 par Larry Charles. Le scénario a été coécrit par Larry Charles et Bob Dylan, qui interprète également le rôle principal.

## Synopsis
« Dans une Amérique fictive plongée dans une guerre civile, un concert caritatif est organisé. Un poète errant nommé Jake Fate (Bob Dylan) sort de prison, grâce à son ancien manager, pour mener ce concert avec l'espoir d'apporter la paix dans un pays qui a basculé dans le chaos et l'anarchie. »

## Fiche technique
- Réalisation : Larry Charles
- Scénario : Bob Dylan et Larry Charles
- Photographie : Rogier Stoffers
- Montage : Pietro Scalia
- Producteur : Jeff Rosen
- Distribution : Sony Pictures
- Langue : anglais
- Durée : 112 minutes
- Dates de sortie : 
  - États-Unis : 2003
  - France : 24 février 2005 en DVD chez "Aventi Distribution", uniquement en VO (pas de VF).

## Distribution partielle
- Bob Dylan : Jack Fate
- Jeff Bridges : Tom Friend
- Penélope Cruz : Pagan Lace
- John Goodman : Oncle Sweetheart
- Jessica Lange : Nina Veronica
- Luke Wilson : Bobby Cupid
- Angela Bassett : Mistress
- Steven Bauer : Edgar
- Michael Paul Chan : Garde
- Bruce Dern : Editeur
- Ed Harris : Oscar Vogel
- Val Kilmer : Animal Wrangler
- Reggie Lee : l'homme armé